# Syngnathus louisianae
Syngnathus louisianae es una especie de pez de la familia Syngnathidae en el orden de los Syngnathiformes.

## Morfología
Los machos pueden alcanzar 38 cm de longitud total.

## Reproducción
Es ovovivíparo y el macho transporta los huevos en una bolsa ventral, la cual se encuentra debajo de la cola.

## Hábitat
Es un pez de mar y de clima subtropical y asociado a los arrecifes de coral.

## Distribución geográfica
Se encuentra desde Virginia (Estados Unidos), Bermuda y el norte del Golfo de México hasta  Campeche (México) y Jamaica. Está ausente de las Bahamas.